# Playa Daiquirí
La playa o bahía Daiquirí es una playa al mar Caribe en la provincia de Santiago de Cuba, al sureste de la isla de Cuba. Fue un área estratégica para la invasión estadounidense de la isla en el contexto de la Guerra hispano-estadounidense (1898). También es conocida por dar nombre al cóctel Daiquirí.
La playa Daiquirí está escasamente poblada y cuenta con un resort. Administrativamente, pertenece al municipio de Santiago de Cuba, del cual se ubica ~30 km al este. A pesar de lo que dice la Real Academia Española en su Diccionario panhispánico de dudas, Daiquirí no es ni un barrio ni pertenece al municipio de El Caney. A su vez, la playa recibe su nombre del río Daiquirí. Daiquirí limita con las playas de Bacajagua al este y Damajayabo al oeste. Las tres son nombres taínos, aunque de etimología desconocida.
En la actualidad, la playa Daiquirí es un área vacacional para miembros de las fuerzas armadas de Cuba y demás personal militar.

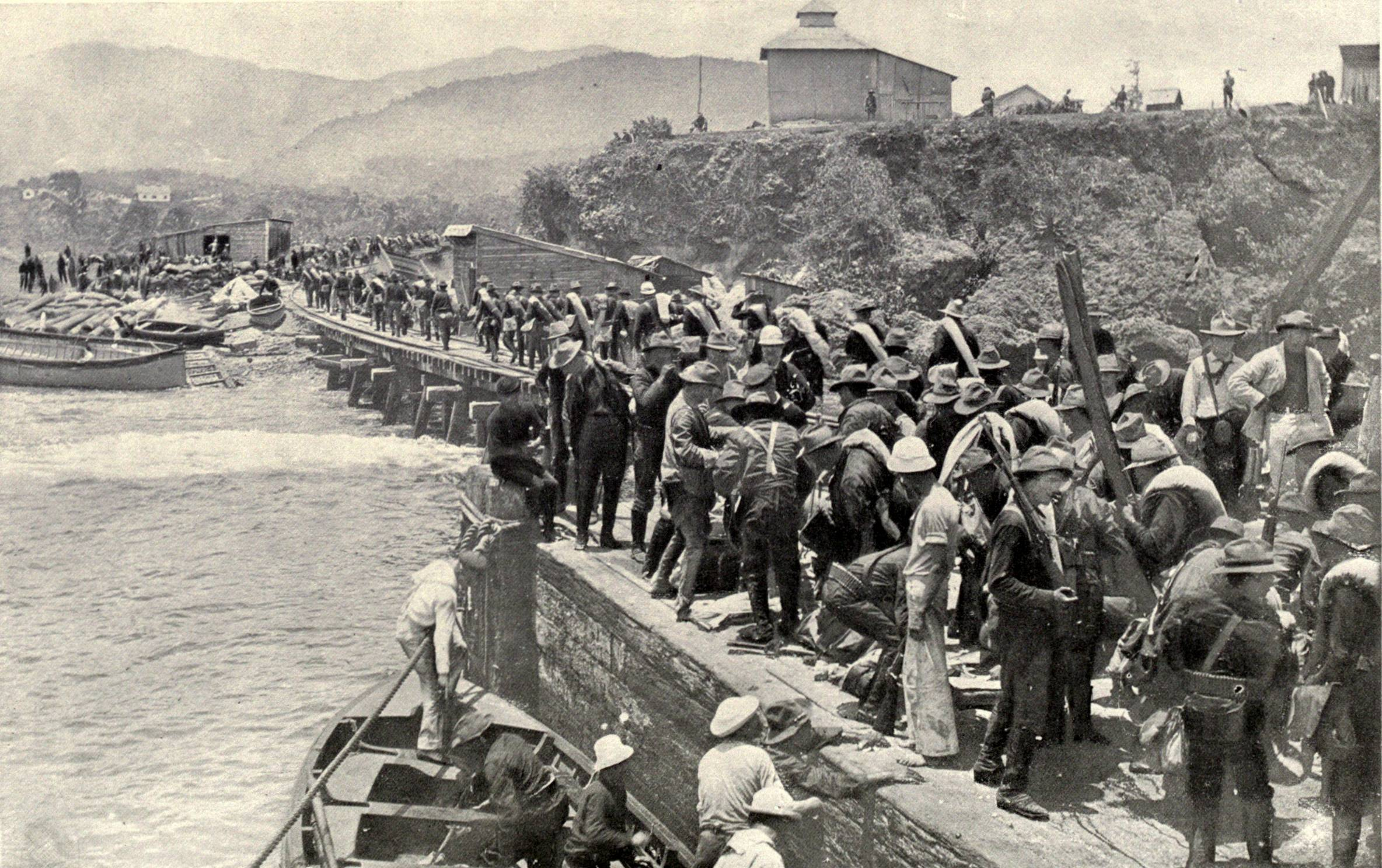
Estadounidenses desembarcando en el muelle de Daiquirí. De la pág. 318 de la Historia pictórica de la guerra con España de Harper, vol. II, publicado por Harper and Brothers en 1899.